# Tortilla de rodilla

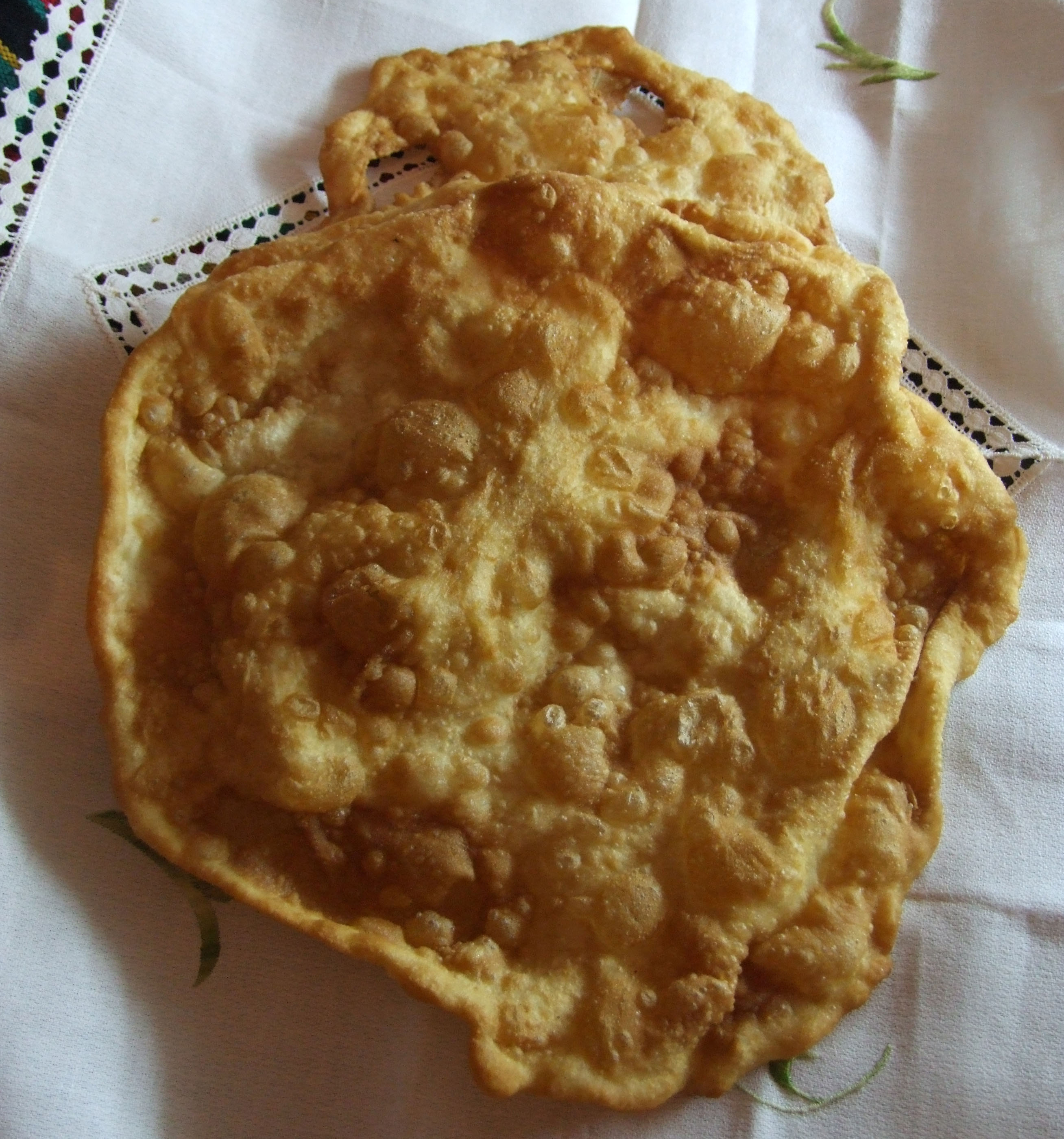
Tortillas de rodilla

Las tortillas de rodilla son unas tortillas elaboradas con harina de trigo que se preparan como frutas de sartén. Reciben su nombre por la forma de elaboración estirando la masa progresivamente sobre la rodilla. Son muy populares en la localidad de Bolaños de Calatrava. 

## Características
La elaboración de las tortillas de rodilla es muy sencilla y pasa por crear una masa con harina de trigo a la que se añade bastante sal, aceite de oliva y bicarbonato. La masa reposada durante unos minutos (casi una media hora) se hace forma de tortilla y se pone a freír en aceite hirviendo.   
- Datos: Q6150997